# أريد
منصة أريد (بالإنجليزية: ARID)‏ وتعني بالأنجليزية (arab research id) وهو موقع غير ربحي أسس لتسهيل البحث العلمي في الوطن العربي أو بمعنى أشمل لكل ناطق باللغة العربية سواء من داخل العالم العربي أو خارجه وتدعم منصة أريد arid platform الباحثين لتوثيق مسيرتهم العلمية والبحثية وتسهيل البحث والأرشفة للجميع ويوجد في المنصة مجموعة من الخيارات تتيح لأساتذة الجامعات والباحثين الناطقين باللغة العربية عرض سيرتهم المهنية والأكاديمية بطريقة مدروسة، وتنظم عملية البحث عن أسمائهم في جميع محركات البحث عبر رقم تعريف يحصل عليه فور تسجيله في الموقع، قام بإنشاء المنصة الدكتور سيف السويدي وكان السبب وراء الفكرة عنائه من البحث عن من يشاركه من العرب أو الناطقين بالعربية في بحثه الأكاديمي الجامعي وخصوصا بسبب عدم وجود منصة عربية تسهم في عمل جماعي للباحثين ومعرفتهم ببعض، تم عمل منصة أريد لتجمع كل الباحثين العرب، والفكرة بدأت من سنة 2015 ولاقت إستحسان من الباحثين المشاركين في ثلاث ملتقيات علمية كان أولها في المؤتمر الدولي الأول للإذاعة والتدريب والتنمية البشرية في مايو 2015 ثم في الموسم العلمي للمؤتمرات الدولية في ديسمبر التالي في العاصمة الماليزية كولالمبور وأخيرا في مؤتمر مخطوطات الوثائق التاريخية وافتتحت منصة أريد رسميا في جامعة مالايا الماليزية، وقد جاءت المنصة بعد تهميش واضح للباحثين العرب في المنصات الأجنبية وعدم تصنيفهم وأعتماد مصادرهم كمصادر لها اعتبار في البحوث، بالإضافة لعدم وجود منصة عربية توفر رقما تعريفيا (ID) وخدمات للباحثين وعدم وجود استضافة للملفات الأكاديمية (Repository) في العالم العربي، تمثل منصة أريد مجتمعا معرفيا للباحثين الناطقين باللغة العربية وتوفر إجابات للأسئلة وحل للمشاكل البحثية والإستفسارات لكل من الباحثين لوجود خبرات من باحثين وأساتذة آخريين واجهوا هذه المشاكل وقاموا بحلها، ويسهل ذلك على الجميع، وهو أول مشروع عربي غير ربحي يخدم البحث العلمي بطريقة مواكبة للتطور التقني وهو ما يجعل من الوصول للأبحاث العلمية أمر في متناول يد الجميع، وكلمة أريد تم اختيارها لأنها تعني عدة معاني جميله منها أريد حياه أفضل للإنسان والعالم ويتكون من مقطعين باللغة الإنجليزية وهم (ar) ويعني اختصار كلمة عربي باللغة الأنجليزية و (ID) ويعني المعرف الخاص للباحث، منصة أريد تسمح للباحث وضع شهادته وكيفية الوصول له ولأبحاثه ويوجد بها أيضا ألبوم للصور تمكنه من وضع صور المؤتمرات التي شارك فيها، المنصة تأسست للباحثين والعلماء ويمكن للمستخدم العادي الإستفادة من نتائج البحوث المفيدة للمجتمع، يوفر ذلك في المستقبل القريب قدرة إيجاد الباحثين العرب أو الناطقين باللغة العربية من خلال محركات البحث باسم الباحث، الخطوة التالية التي تتم حاليا هي محاولة إدخال المنصة إلى جميع الجامعات العربية والناطقة بالعربية وسيتم ذلك عن طريق عمل مجموعة من المؤتمرات والندوات داخل الجامعات وتم تأسيس لجنة إستشارية تتكون من مئة وخمسين مستشار حول العالم ليقوموا بتعريف المنصة داخل جامعاتهم وكذلك عالميا، وتساعد منصة أريد بالتوثيق الرسمي لمسيرة أي باحث أكاديمي عربي أو ناطق باللغة العربية ويساعد ذلك في عدم ضياع مجهوده ووجود إثباتات لسبق بحثه العلمي بالتاريخ والوقت والتوثيق الإلكتروني كما تواكب المنصة التطورات التقنية العالمية وخصوصا التقنيات الإلكترونية للشبكة العنكبوتبة لتسهيل التعاون والبحث ووجود مصادر ومراجع بحثية وخاصة للباحثين الناطقين بالعربية، كمثال لِما يمكن أن تقوم به منصة أريد لباحث يعمل بالأبحاث العلمية منذ زمن طويل حيث أنها توفر لهذا الباحث عند بحثه عن إسمه وأبحاثه العلمية في محركات البحث القدرة على التواجد في أوائل نواتج البحث حسب قدراته وأبحاثه المؤثرة والمهمة، على عكس ما يحدث حاليا حيث يمكن أن يتقدم أسماء مشابهة لإسمه في محركات البحث على الرغم من عدم تقديم هذه الأسماء لأبحاث أو فائدة عالمية تذكر وتوفر المنصة قدرات تقنية تسلط الضوء على أبحاث المتميزيين وتجعلها من أوائل الأبحاث عربيا وعالميا في محركات البحث المختلفة فيسهل الوصول لكاتبها ولأبحاثه وتطويرها والتعاون بينه وبين الباحثين عن مشروعاته وأبحاثه وسهولة الاضطلاع على آخر ما قام به، كما يمكن من خلال المنصة تسجيل وتوثيق براءات الاختراع التي يحصل عليها الباحث وستكون موثقة بحيث يصعب التلاعب وسرقة أفكار الأخريين.

## نبذة عن أريد
إنطلقت منصة «أُريد» من جامعة ملايا يوم 25 أبريل 2016 كأول منصة إلكترونية تجمع العلماء والخبراء والباحثين الناطقين بالعربية، في افتتاح منصة أريد يذكر الدكتور أشرف زيدان المؤسس الشريك لمنصة أريد في حفل الافتتاح أن اللغة العربية هي اللغة الرئيسية الأولى المتجددة بمعانيها والقابلة للاستمرار بالأثبات وبعد مرور ستة قرون وتم ذلك في مشروع عالمي يعد الدكتور سعيد شربيني أحد رموزه ويتحدث اللغة العربي أربع مئة وأثنين وعشرون مليون إنسان حول العالم وعدد مفردات اللغة العربية اثنى عشر مليون أمام اللغة الإنجليزية التي تشكل مفرداتها ستة مئة الف مفردة والفرنسية بمئة وخمسون مفردة والروسية التي تستحوز على مئة وثلاثين مفردة ولهذا السبب فيجب تقديم خدمة عالمية باللغة العربية والناطقين بها بهدف تعزيز فائدتهم منها وتطوير إنتاجهم العلمي والمعرفي بواسطتها مع القدرة على التواصل الحضاري ولم يكن كل السابق هو الدافع الوحيد لتاسيس أريد وكانت من ضمن الأسباب الأخرى ضياع حق الباحث العربي ووجود قناعات خاطئة بعدم أهمية للابحاث العربية ولهذا فكان لا بد من حلول جذرية لكثير من المشاكل مثل عدم المنهجية والنقصان والخلل والتراجع والفوضى ولهذا فقد تم إنشاء أريد للدعم ولتصحيح ما سبق من قبل أساتذه يدركون المشكلة وحذورها وابعادها، والكلمة باللغة الإنجليزية هي اختصار لـ arab researcher id وقد تم بحث عمل المنصة من قبل باحثين قاموا بعدة أبحاث وأستبيانات والدراسات والابحاث والأضطلاع على الأعمال المشابهة باللغات الأخرى وبتحليل النتائج المرجوة لشكل ومضمون وأهداف أريد للوصول للنموذج الموجود حاليا والمرجوا له وضع أكبر في المستقبل، الافتتاح تم في جامعة ملايا الماليزية، ويوجد أكثر من 2200 بحث علمي على المنصة، كما يوجد تعريب المصطلحات العلمية الإنجليزية إلى العربية.

## فوائدها
بعض فوائد المنصة
- أعطاء معرف خاص للباحث.
- وجود أدلة علمية توجيهية كثيرة في المنصة منها نماذج دراسات عن كيفية كتابة الأبحاث العلمية الجامعية وكيفية كتابة السيرة الذاتية بطرق احترافية وكيفية جمع وتبويب الجهود العلمية.
- ترشح أسماء علمية كبيرة للخبراء المستقليل حول العالم في مختلف التخصصات للانضمام لمنصة أريد بهدف تقديم خدمات مجانية للباحثين الناطقين باللغة العربية ويمكن التواصل معهم عبر المنصة.
- مجمع مكتبات أريد وهي خدمة مجانية بالكامل تتمثل وتبويب المكتبة الخاصة بكل الباحثين والتي جمعوها من خلال سنوات الدراسة والبحث في كل التخصصات وسيتم تصنيفها وتبيبوها عبر معايير موحدة وسيتم إضافة سيرة ذاتية لكل من يساهم من الباحثين في ذلك توثق وتقوي اسم من يقوم بهذه الإضافة والتنسيق.
- الدراسات النوعية حيث أن أريد لديها فريق من الخبراء الدولين يضعون لمساتهم على مشروع دراسات أريد وهي دراسات متقدمة للغاية تمثل خلاصة ما أنتجه العقل البشري في مجالات عديدة ذات صلة بكتابها من الخبراء الناطقيين باللغة العربية مثال على ذلك أدوات مساعدة لخدمة البحث العلمي، أولويات البحث العلمي، وسائل احتراف في مجال البحث العلمي، الاتصال والتواصل واثره في البحث العلمي، طرق وأهمية البحث العلمي المشترك، مراحل البحث العلمي ومستقبله، الاتجاهات العالمية للبحث العلمي وضرورة فهمها، دراسات تاريخية، مع وجود شبكة اتصال واقعية للتدريب والإستشارة حول أساليب تطبيق هذه الدراسات على الصعيدين الفردي والمؤسسي.
- وجود مشاريع أخرى قيد الإنجاز ستكون ضمن أقسام وفعاليات أريد مثل: نفذ مشروعك مع أريد، مصرف أفكار أريد، أفكار ومشاريع شركاء أريد، مقتراحات ودراسات حول أفكار جديدة، مقترحات وافكار لتطوي خدمات مفعلة، مؤشرات اريد، شبكة المراكز البحثية التطبيقية، ملتقى أريد لأصحاب المخطوطات التاريخية والوثائقية المهمة، دائرة أعضاء أريد.
- إطلاق «مُجتمع أُريد» والذي سيُسهل بشكل فاعل من عملية التواصل وتبادل الآراء حول القضايا العلمية والمختلفة. إن فتح الباب أمام النُخب الناطقة بالعربية ليلتقوا بهدف تبادل الأفكار والخبرات ويسهموا في تطوير العلوم والمعارف المتنوعة، من شأنه زيادة فاعلية الحركة العلمية في العالم مما سيعود بالمزيد من النفع على الإنسانية أجمع.

## أهداف أريد
- النهوض بواقع العلماء والخبراء الباحثين من الناطقين بالعربية عبر تقديم خدمات حقيقية واقعية تعذر تقديمها من قبل وفق صيغ عمل مؤسسي مبرمج خاضع لمناهج متقدمة لتحقيق هذا الهدف.
- فتح آفاق التعاون العلمي المستمر ومساركة الطاقات والأفكار والقدرات والعلاقات بغية تحقيق إنتاج علمي أعلى جودة وأكثر إتقانا ونفعا للإنسانية.
- مد جسور واقعية فعالة لتلاقي وتعارف الثقافات العالمية المتنوعة لأثراء البحث العلمي.
- البحث العلمي المستمر عن صعوبات وتحديات تواجه الباحث الناطق بالعربية والعمل على معالجتها بطرق أحترافية.
- تحديث معيار خاص لتقيم وقياس فعالية الباحث وعدم الاعتماد فقط على المعايير العالمية مثل مؤشر جي ومؤشر إتش التي تقيم عمل الباحثين العالميين وتساعدهم في النشر لأبحاثهم العلمية في دور النشر العالمية.
- قبل فترة ليسة بطويلة من هذه السنة (2016) انطلقت منصة «أُريد» من جامعة ملايا يوم 25 أبريل 2016 كأول منصة إلكترونية تجمع العلماء والخبراء والباحثين الناطقين بالعربية.

«أريد» لا تعد الأولى عالميا لكنها أول مشروع مجاني غير ربحي حر يستهدف العلماء والخبراء والباحثين الناطقين باللغة العربية. التعاون، المساهمة والمشاركة من المفاهيم الأساسية التي نعمل عليها في منصة «أريد».
- منصة «أريد» ستمثل نقطة انتقال بين مرحلتين من مراحل مسيرة الحركة العلمية بالنسبة للناطقين بالعربية ليلقي بظلاله على الحركة العلمية العالمية حتماً، حيث نعلم كيف غيرت برامج وتطبيقات ومنصات وجه العالم، وهذا ما نعمل عليه في منصة «أريد».
- يتم تحضير والعمل على إطلاق «مُجتمع أُريد» الآن والذي سيُسهل بشكل فاعل من عملية التواصل وتبادل الآراء حول القضايا العلمية والمختلفة. إن فتح الباب أمام النُخب الناطقة بالعربية ليلتقوا بهدف تبادل الأفكار والخبرات ويسهموا في تطوير العلوم والمعارف المتنوعة، من شأنه زيادة فاعلية الحركة العلمية في العالم مما سيعود بالمزيد من النفع على الإنسانية أجمع.
- التعريف بالقامات العلمية الناطقة باللغة العربية وإحصاؤهم.
- تصنيف العلماء والباحثين بحسب تخصصاتهم العلمية.
- تعزيز التربية بالقدوة بصورتها الايجابية؛ لبناء جيل يتخذ من العلماء رموزا والابتعاد عن القدوات السلبية.
- ترشيد التلقي العلمي من خلال التعريف بالعلماء والباحثين الإصلاء لا الأدعياء الدخلاء.
- العمل على الارتقاء بالصرح العلمي في الدول الناطقة باللغة العربية.
- أستطاعت المنصة خلال الفترة السابقة 2016 من انطلاقتها تحقيق بعض الأرقام والاحصائيات ومنها:
  - عدد المسجلين في المنصة: 30000
  - مجموع الزيارات لصفحات الباحثين: 748483
  - عدد الحاملين لوسام باحث مبادر: 3500
  - عدد المتابعات بين الباحثين: 5302
  - عدد الأبحاث المنشورة: 7897
  - ترتيب أليكسا لموقع المنصة عالميا: 304,989
  - عدد الجامعات التي تم تصنيفها في المنصة: 17669
  - عدد الدول: 103 دولة
  - عدد افراد فريق العمل: 32
  - المؤسس والرئيس التنفيذي: د.سيف السويدي
  - عدد الندوات التعريفيه بالمنصة: 94
  - عدد الاتفاقيات مع الجامعات الدوليه والجامعات العربية ومراكز البحوث العلمية: 76

قامت جامعة ملايا على إحتضانها ورعايتها المستمرة لمنصة أريد، الكثيرين ساهموا وبادر بالتسجيل وساهموا في نشر المنصة، ودعم المنصة بقوة وتعاون في أنشائها كل من جامعة بارتين (تركيا) وكلية سترادفورد (ماليزيا) والكلية التقنية (سلطنة عمان).